# Fernando Rodríguez Ferrer
Fernando Rodríguez Ferrer (Lanús, Buenos Aires, 28 de agosto de 1961) es un ex-futbolista argentino. Jugaba de delantero y su primer equipo fue el Club Atlético Lanús.

## Carrera
Comenzó su carrera en 1979 jugando para Lanús. Jugó para el club hasta 1981. En ese año se fue a España para formar parte de las filas del CD Málaga. Juega para ese club hasta 1984. Ese año siguió su carrera en ese país, pasando por el Cartagena FC. Juega para ese club hasta 1986. Ese año pasó al Recreativo de Huelva. Se mantuvo en el club hasta 1987. Ese año se fue al Elche CF, en donde juega hasta 1990. En ese año regresó a la Argentina, en donde formó parte de las filas del Huracán, estando ligado a ese club hasta el año 1999, cuando finalmente se retira del fútbol.

## Clubes
| Club                 | País      | Año       |
| -------------------- | --------- | --------- |
| Lanús                | Argentina | 1979-1981 |
| CD Málaga            | España    | 1981-1984 |
| Cartagena FC         | España    | 1984-1986 |
| Recreativo de Huelva | España    | 1986-1987 |
| Elche CF             | España    | 1987-1990 |
| Huracán              | Argentina | 1990-1999 |